# Čierny Hron
Der Čierny Hron ist ein 25,8 km langer Fluss in der Slowakei und ein linksseitiger Zufluss des Hron.
Er entspringt im Gebirge Veporské vrchy unterhalb des Bergs Sedmák (1004 m n.m.) bei Sihla, auf einer Höhe von ca. 935 m n.m. und fließt zuerst nach Nordosten, nach dem Zusammenfluss mit dem rechtsufrigen Rakytovo nach Norden. Nach dem Verlassen der Wälder erreicht der Čierny Hron die Gemeinde Čierny Balog, wendet sich nach Westen und Nordwesten und fließt durch den Ortsteil Dobroč, wo er den rechtsufrigen Šaling und das linksufrige Brôtovo aufnimmt, und weiter durch Pusté, Jánošovka, Jergov, Krám und Nový Krám. Noch in Čierny Balog mündet in den Fluss das linksseitige Vydrovo. Im weiteren Verlauf mäandriert der Fluss und nimmt beim Forsthaus U Jána den bedeutendsten Zufluss auf, den linksseitigen Kamenistý potok. In Hronec kommt noch die ebenfalls linksseitige Osrblianka, bevor der Čierny Hron in Valaská in den Hron mündet.
Durch das Tal des Čierny Hron und die Seitentäler verlief das einst weit verzweigte System der Čiernohronská železnica (deutsch Schwarzgranbahn), einer Waldbahn, die heute noch als Museumsbahn zwischen Vydrovo und Chvatimech über Čierny Balog sowie zwischen Dobroč und Čierny Balog betrieben wird.